# Moers-Mitte
Moers-Mitte ist die amtliche Bezeichnung für den Wohnplatz, der sowohl das Zentrum von der Stadt Moers wie auch vom „Stadtteil Moers“ bildet. Seit der Kommunalreform vom 1. Januar 1975 besteht die Stadt Moers im Kreis Wesel in Nordrhein-Westfalen aus drei Stadtteilen. Dies sind der nördliche Stadtteil Rheinkamp, der mittlere Stadtteil Moers und der südliche Stadtteil Kapellen. Die drei Stadtteile sind in insgesamt 22 Wohnplätze unterteilt und „Moers-Mitte“ ist einer von diesen. Das Gebiet des Wohnplatzes Moers-Mitte ist weitgehend identisch mit der „historischen“ Stadt Moers, wie sie bis zum 31. März 1906 bestand. Die derzeitigen Grenzen vom Moers-Mitte sind nahezu identisch mit der Moerser Altstadt, bevor zum 1. April 1906 die damaligen Landgemeinden Asberg, Hochstraß, Hülsdonk, Scherpenberg, Schwafheim und Vinn eingemeindet wurden und die jetzt die weiteren Wohnplätze im Stadtteil Moers bilden.

## Lage

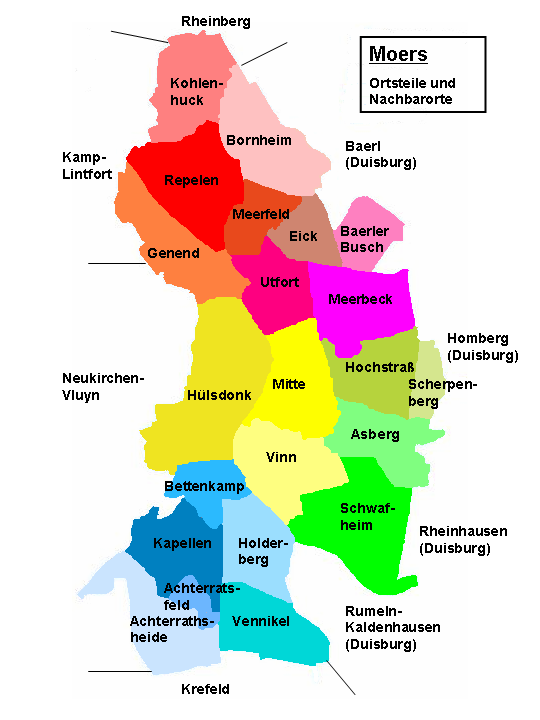
Wohnplätze von Moers:

Der Wohnplatz Moers-Mitte ist vollständig von anderen Wohnplätzen umgeben und grenzt im Norden an den Rheinkamper Wohnplatz Utfort, im Nordosten an den Rheinkamper Wohnplatz Meerbeck, im Osten an den Moerser Wohnplatz Hochstraß, im Südosten an den Moerser Wohnplatz Asberg,
im Süden an den Moerser Wohnplatz Vinn sowie im Westen an den Moerser Wohnplatz Hülsdonk.

## Geschichte
siehe → Moerser Geschichte
Da Moers-Mitte mit der historischen Stadt Moers identisch ist, gelten die dortigen Ausführungen zur Geschichte der Stadt auch für den derzeitigen Wohnplatz Mitte.

## Sehenswürdigkeiten
Als historischer Bereich von Moers enthält die Liste der Baudenkmäler in Moers mit 78 Baudenkmäler viele alte Gebäude, Denkmäler und Anlagen im Zentrum von Moers.

## Nachweise
1. ↑  Stadtteile und Wohnplätze | Stadt Moers. Abgerufen am 23. Juni 2024.
2. ↑  Stadt Moers – Stadtteile und Wohnplätze. Archiviert vom Original (nicht mehr online verfügbar) am 20. Juni 2016; abgerufen am 15. August 2015.